# سبيد غرافر
سبيد غرافر (Supīdo Gurafā) هي سلسلة أنمي ياباني من أعمال إستديو جونزو وتم بثها في 2005 وقصمت إلى 24 حلقة. و أول بث لها في 24 أبريل 2005, و 29 سبتمبر 2005 عل تلفزيون آساهي و هذه السلسلة رخصت ودبلجت عن طريق قناة FUNımatıon الأمريكية في 2006.

## وصلات خارجية
- سبيد غرافر على موقع IMDb (الإنجليزية)
- سبيد غرافر على موقع ليتربوكسد (الإنجليزية)
- سبيد غرافر على موقع كينوبويسك (الروسية)
- سبيد غرافر على موقع ألو سيني (الفرنسية)
- سبيد غرافر على موقع قاعدة بيانات الفيلم (الإنجليزية)
- سبيد غرافر على موقع ANN anime (الإنجليزية)
- سبيد غرافر على ألو سيني